# Championnat d'Irlande de football 1986-1987
Navigation
Édition précédente Édition suivante
Le Championnat d'Irlande de football en 1986-1987. Shamrock Rovers remporte son quatrième titre consécutif, réalisant ainsi un exploit inégalé dans le football irlandais. Les Hoops confirment ainsi qu’ils sont le club le plus titré de l’histoire en Irlande
Bray et Sligo montent de First Division vers la premier Division et Shelbourne FC et UC Dublin descendent en First Division. C’est la première fois que Shelbourne FC présent depuis la création du championnat ne joue pas au plus haut niveau irlandais.

## Les 22 clubs participants
| Premier Division - Athlone Town - Bohemians FC - Bray Wanderers - Cork City FC - Dundalk FC - Galway United - Home Farm FC - Limerick FC - St. Patrick's Athletic FC - Shamrock Rovers - Sligo Rovers - Waterford United | First Division - Bray Wanderers - Cobh Ramblers FC - Derry City FC - Drogheda United - UC Dublin - EMFA - Finn Harps - Longford Town - Monaghan United - Newcastle United - Shelbourne FC |

## Classement

### Premier Division
| Place | Club                      | Points | Victoires | Nuls | Défaites | Buts pour | Buts contre | Différence |
| ----- | ------------------------- | ------ | --------- | ---- | -------- | --------- | ----------- | ---------- |
| 1er   | Shamrock Rovers           | 39     | 18        | 3    | 1        | 51        | 16          | +35        |
| 2e    | Dundalk FC                | 30     | 12        | 6    | 4        | 40        | 21          | +19        |
| 3e    | Bohemians FC              | 29     | 11        | 7    | 4        | 32        | 23          | +9         |
| 4e    | Waterford United          | 28     | 12        | 4    | 6        | 42        | 24          | +18        |
| 5e    | St. Patrick's Athletic FC | 23     | 7         | 9    | 6        | 22        | 21          | +1         |
| 6e    | Galway United             | 22     | 8         | 6    | 8        | 25        | 25          | 0          |
| 7e    | Cork City FC              | 18     | 7         | 4    | 11       | 30        | 34          | -4         |
| 8e    | Bray Wanderers            | 17     | 6         | 5    | 11       | 25        | 33          | -8         |
| 9e    | Sligo Rovers              | 17     | 6         | 5    | 11       | 23        | 38          | -15        |
| 10e   | Limerick FC               | 17     | 7         | 3    | 12       | 24        | 38          | -14        |
| 11e   | Home Farm FC              | 13     | 6         | 1    | 15       | 24        | 48          | -24        |
| 12e   | Athlone Town              | 11     | 3         | 5    | 14       | 18        | 35          | -17        |

### First Division
| Place | Club             | Points | Victoires | Nuls | Défaites | Buts pour | Buts contre | Différence |
| ----- | ---------------- | ------ | --------- | ---- | -------- | --------- | ----------- | ---------- |
| 1er   | Derry City FC    | 33     | 16        | 1    | 1        | 45        | 14          | +31        |
| 2e    | Shelbourne FC    | 27     | 12        | 3    | 3        | 39        | 20          | +19        |
| 3e    | Drogheda United  | 24     | 10        | 4    | 4        | 41        | 22          | +19        |
| 4e    | Finn Harps       | 22     | 10        | 2    | 6        | 32        | 24          | +8         |
| 5e    | UC Dublin        | 19     | 8         | 3    | 7        | 22        | 22          | 0          |
| 6e    | Cobh Ramblers FC | 15     | 5         | 5    | 8        | 31        | 32          | -1         |
| 7e    | Newcastle West   | 12     | 4         | 4    | 10       | 17        | 32          | -15        |
| 8e    | Monaghan United  | 11     | 3         | 5    | 10       | 20        | 34          | -14        |
| 9e    | EMFA             | 10     | 3         | 4    | 11       | 17        | 31          | -14        |
| 10e   | Longford Town    | 7      | 2         | 3    | 13       | 16        | 49          | -33        |

## Source
- (en) Alex Graham, Football in the Republic of Ireland : a Statistical Record 1921–2005, Soccer Books Ltd, novembre 2005, 142 p. (ISBN 978-1862231351).